# Passacaglia und Fuge c-Moll BWV 582

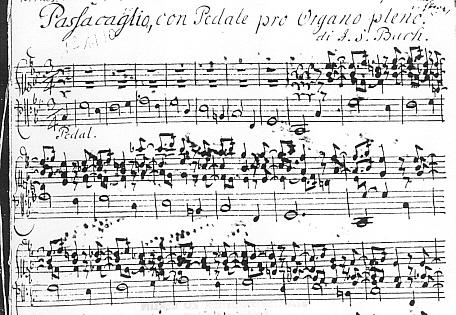
Die erste Seite einer Abschrift von BWV 582

Die Passacaglia c-Moll (BWV 582) ist eine Orgelkomposition von Johann Sebastian Bach. Sie besteht aus zwei Sätzen, der eigentlichen Passacaglia und einer Fuge. Wahrscheinlich ein recht frühes Werk, ist es eine seiner wichtigsten und bekanntesten Kompositionen und hatte einen entscheidenden Einfluss auf Passacaglien des 19. und 20. Jahrhunderts.

## Allgemeines
Das autographe Manuskript gilt heute als verloren; das Werk ist wie viele Kompositionen Bachs und seiner Zeitgenossen nur durch Abschriften erhalten. Wahrscheinlich war es ursprünglich in Orgeltabulatur notiert. Das genaue Entstehungsdatum ist unsicher, aber die Quellen weisen auf den Zeitraum zwischen 1706 und 1713. Möglicherweise wurde es in Arnstadt kurz nach Bachs Rückkehr aus Lübeck geschrieben, wo er vermutlich entsprechende Werke Dietrich Buxtehudes kennengelernt hatte.

Die erste Hälfte des Ostinatothemas (also des wiederholten Bassthemas, auf dem das Werk basiert), das auch als Fugenthema dient, stammt sehr wahrscheinlich von einem kurzen Werk des französischen Komponisten André Raison, Christe: Trio en passacaille aus Messe du deuxieme ton im Premier livre d'orgue. Möglicherweise stammt die zweite Hälfte des Ostinatos ebenfalls von Raison, denn sie ähnelt sehr der Basslinie von Christe: Trio en chaconne aus Messe du sixieme ton im selben Buch: 

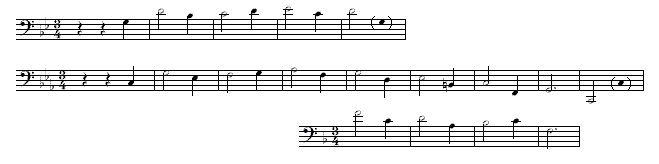
Mitte: Das Ostinato aus Bachs Passacaglia; oben und unten: die entsprechenden Themen aus Raisons Werken (Christe: Trio en passacaille) und (Christe: Trio en chaconne). Auch wenn das Trio en chaconne (unten) von Bachs Thema abweicht, weist es eine ähnliche Konstruktion und ebenfalls einen Quintfall am Schluss auf.

Neben Raisons Einfluss bezieht sich das Werk deutlich auf die norddeutsche Orgeltradition und auf deren Ostinatowerke – besonders auf zwei Chaconnen (BuxWV 159–160) und eine Passacaglia (BuxWV 161) Buxtehudes – und ist in einigen Variationen und der Gesamtstruktur deutlich von Pachelbels Chaconnen beeinflusst. Bach gelingt es hier in überzeugender Weise, norddeutsche und französische Traditionen zu verschmelzen.

## Analyse

### Passacaglia
Passacaglien stehen typischerweise im 3/4-Takt – Bachs Werk macht hier keine Ausnahme. Das Thema besteht aus fünfzehn Tönen, von denen insgesamt zehn Töne – insbesondere die ersten und letzten Töne – die vier elementaren pythagoreischen Töne sind. Das Ostinato ist mit acht Takten recht lang, doch kam auch dies durchaus vor (das Thema einer Orgelpassacaglia Johann Kriegers hat gleiche Länge). Der Anfang mit dem Ostinato allein als unbegleitetes Pedalsolo ist etwas ungewöhnlicher, obwohl auch diese Idee an anderer Stelle auftritt und auch bei Buxtehude stehen könnte.
Es folgen 20 Variationen. Die erste beginnt mit einem typischen c-Moll-Affekt, nach Philipp Spitta einem „schmerzvollen Sehnen“, ähnlich dem Anfang von Buxtehudes Chaconne c-Moll (BuxWV 159). Es ist häufig versucht worden, eine übergreifende Symmetriestruktur in diesem Werk nachzuweisen, doch ist hier keine Übereinstimmung erreicht worden. Wichtige Analysen wurden besonders von Christoph Wolff und Siegfried Vogelsänger unternommen. Auch symbolische Elemente in der Struktur wurden postuliert; so hat Michael Radulescu vertreten, der Satz habe die „Form eines Kreuzes“.
Deutlich steigert sich die Passacaglia bis zu ihrem Höhepunkt in Variation 12; dann verdeutlicht das Pausieren des Pedals drei ruhige Variationen als Intermezzo, bevor die nächsten fünf Variationen zum Ende führen.
Die Interpretin und Musikwissenschaftlerin Marie-Claire Alain schlug vor, die 21 Themendurchgänge als sieben Dreiergruppen aus ähnlichen Variationen aufzufassen; jede dieser Gruppen würde dann mit dem Zitat eines Chorals beginnen, die ähnlich wie im Orgelbüchlein aus der gleichen Zeit behandelt werden:
- Takt 8–12: Der Sopran enthält die Anfangstöne von Nun komm, der Heiden Heiland.
- Takt 24–48: Eine Kantilene zitiert Von Gott will ich nicht lassen.
- Takt 49–72: Die Tonleitern erinnern an Vom Himmel kam der Engel Schar.
- Takt 72–96: Hier assoziiert Alain das „Sternmotiv“ aus Herr Christ, der einge Gottessohn.
- Takt 96–120: Eine Verzierungsfigur ähnlich derjenigen aus Christ lag in Todes Banden begleitet das Thema im Sopran und geht dann in den Alt und weiter in den Bass.
- Takt 144–168: Aufsteigende Intervalle im Bass erinnern an den Osterchoral Erstanden ist der heil’ge Christ.

Alain weist auch auf die optische Ähnlichkeit der Zahlen hin: 21 Themendurchgänge der Passacaglia und die 12 Themeneinsätze der Fuge.

### Fuge
Die Passacaglia geht nahtlos in eine anschließende Fuge über. Nur die erste Hälfte des Themas wird als Fugenthema verwendet; eine in Achteln pulsierende Umformung des zweiten Teils tritt als Kontrasubjekt auf. Gleich zu Beginn sind beide Hälften gleichzeitig zu hören, dann folgt ein zweites Gegenthema in Sechzehnteln, das ebenfalls durchgängig in der Komposition verwendet wird. Die Themen werden auf drei verschiedenen Tempoebenen kombiniert; wenn sie in Kombination erscheinen, geschieht dies in keiner der möglichen Stimmenkombinationen mehr als einmal; daher kann die Fuge als Permutationsfuge angesehen werden, möglicherweise durch Johann Adam Reinckens Werke inspiriert.
Im weiteren Verlauf der Fuge moduliert Bach nach Es- und B-Dur, und die Zeit zwischen den Themeneinsätzen steigt von einem bis drei Takten auf sieben bis dreizehn. Das Ganze findet seinen Höhepunkt in einem für die in der damaligen Zeit gebräuchliche mitteltönige Stimmung sehr ungewöhnlichen Neapolitanischen Sextakkord (Des-Dur), der in die achttaktige Coda führt.

## Bearbeitungen
- Die Passacaglia wurde mehrfach für Klavier bearbeitet, unter anderem durch Eugen d’Albert, Georgi Catoire und Max Reger.
- Leopold Stokowski, Ottorino Respighi, Alexander Goedicke und René Leibowitz schrieben Fassungen für Orchester.
- Das 1946 entstandene Ballett Le Jeune Homme et La Mort („Der Jüngling und der Tod“) von Roland Petit basiert auf der Passacaglia (ohne die Fuge) und einem einaktigen Libretto von Jean Cocteau. Es erzählt die Geschichte eines jungen Mannes, der durch unglückliche Liebe zum Selbstmord getrieben wird.

## Rezeption
- Die Orchesterbearbeitung der Passacaglia begleitet die Anfangsszene des Films White Nights – Die Nacht der Entscheidung (1985), in der Mikhail Baryshnikov das Ballet Le Jeune Homme et La Mort aufführt.
- Eine Bearbeitung einiger Anfangsabschnitte der Passacaglia ist zweimal in der „Taufsequenz“ des Films Der Pate zu hören – zusammen mit anderer Orgelmusik und dem Schluss des Präludiums BWV 532, das die Sequenz abschließt.
- Eine kurze Stelle der Klavierbearbeitung von Eugen d’Albert (in einer Aufnahme von Angela Hewitt) kommt in dem Film Die Tiefseetaucher vor.
- Eine Jazzinterpretation wurde 1973 durch den Flötisten Hubert Laws auf seinem Livealbum Carnegie Hall veröffentlicht. Eine Studioversion ist auf seinem Album Afro-Classic (1970) erhältlich.
- Die Passacaglia wird auf Robert Fripps Album The Bridge Between herausgestellt.